# Gosia Andrzejewicz Plus
Gosia Andrzejewicz Plus è il secondo album di studio della cantante pop polacca Gosia Andrzejewicz. Per aver venduto più di 25 000 copie in Polonia, è stato certificato disco d'oro.

## Tracce
CD1 (Gosia Andrzejewicz)
1. Wielbicielka
2. Słowa
3. Miłość
4. Nieśmiały Chłopak
5. Trudny Wybór
6. Cud
7. Nigdy już
8. Koci czar
9. Tęsknota
10. Sen
11. Mów do mnie jeszcze
12. Kiedy Kochasz
13. How Can I?

CD2 (Plus)
1. Intro
2. Pozwól żyć
3. Niebezpieczna Gra
4. Daj Coś Od Siebie feat. 2-12 & St0ne
5. I Don't Want
6. Dangerous Game
7. Words
8. The Best Thing
9. What Cha Really Wanna?

## Classifiche
| Classifica (2006)   | Posizione massima |
| ------------------- | ----------------- |
| Polish Albums Chart | 14                |